# Freeletics
Freeletics est une entreprise allemande fondée en 2013 proposant une méthode sportive du même nom sous forme de « coach virtuel » au moyen d'un site web et d'une série d'applications mobiles.
La méthode, dans sa version standard, utilise uniquement le poids du corps et se base sur la force, l'endurance et la réactivité.
L'entreprise propose au total trois applications mobiles, axées sur l'entrainement au poids du corps, l'entrainement en salle et la course à pied. Depuis août 2016, l'abonnement permet l'accès au « coach virtuel » sur les 3 applications.
Il existe une 4e application intitulée « Freeletics nutrition », qui consiste en un coach numérique qui suggère un ensemble de menus personnalisés et de recettes en fonction des objectifs des utilisateurs.
Freeletics compte plus de 55 millions d'utilisateurs dans le monde.